# Ibrahim Nasir
Ibrahim Nasir Rannabandeyri Kilegefan (Malé, 2 september 1926 - Singapore, 22 november 2008) was een politicus uit de Malediven, die tweemaal eerste minister was van zijn land onder sultan Muhammad Fareed Didi (van 1957 tot 1968) en hem opvolgde als eerste president van de tweede republiek van 1968 tot 1978.
Nasir was een lid van de koninklijke familie die voorheen de sultans van de Malediven leverde. Dankzij Nasir werd het voordien geïsoleerde land gemoderniseerd en geopend voor de rest van de wereld. Hij slaagde erin om zijn land lid te maken van de Verenigde Naties, niettegenstaande de kritiek van sommige landen, omdat het land zo klein was. Hij moderniseerde de visvangst en legde de basis voor het toerisme. Ook vandaag zijn dat nog de belangrijkste economische activiteiten van het land. Nasir voerde ook veel andere vernieuwingen door, zoals de invoering van het Engels in de openbare scholen, introduceerde radio en televisie in zijn land en liet de eerste internationale luchthaven op de Malediven aanleggen, Malé International Airport. Hij schafte verschillende belastingen en invoerrechten af en slaagde erin om de schulden aan het buitenland weg te werken. Tevens leidde hij de Malediven, dat tot dan toe een protectoraat van het Britse rijk was geweest, naar volledige onafhankelijkheid.
Nasir kreeg echter kritiek om zijn autoritair optreden en de politieke repressie die hij organiseerde. Vooral de meedogenloze manier waarop hij de rebellie van de afgescheiden Verenigde Republiek Suvadiva (Addu-atol, Huvadhu-atol en Gnaviyani-atol) neersloeg, kreeg veel kritiek.
Nasir werd opgevolgd door president Maumoon Abdul Gayoom, de minister van verkeer. De vroegere president trok zich na zijn mandaat terug in Singapore. In 1981 werd hij bij verstek tot een gevangenisstraf veroordeeld wegens corruptie en het beramen van een staatsgreep, maar Nasir kreeg nadien gratie.